# Орехов, Пётр Иванович
Пётр Иванович Орехов (15 сентября 1914, Студёное, Оренбургская губерния — 15 января 1981, Симферополь) — советский офицер, танкист, в годы Великой Отечественной войны гвардии майор, командир 125-го танкового батальона 44-й гвардейской Краснознамённой танковой бригады, 11-го гвардейского танкового корпуса, 1-й гвардейской танковой армии, 1-го Белорусского фронта, Герой Советского Союза.

## Биография
Родился в 1914 году в селе Студёном Оренбургского уезда (ныне — Илекский район Оренбургской области), в семье крестьянина. Украинец. Окончил начальную школу в селе Кинделя. Рано остался без отца, погибшего в Гражданской войне, работал батраком у кулаков, потом учеником слесаря в зерносовхозе села Алексеевка. В 1930 году переехал с матерью в город Березники, Пермский округ Уральской области, где окончил школу ФЗУ и работал токарем на Березниковском химкомбинате.
В 1935 году по комсомольской путёвке ушёл в Саратовское бронетанковое училище, которое окончил в 1938 году. Член КПСС с 1940 года.
С ноября 1941 года на фронтах Великой Отечественной войны, воевал на Западном, Степном и 1-м Украинском фронтах, участвовал в обороне Москвы, в Курской битве, освобождении Украины. Тяжело ранен.
Согласно архивным документам 44-й гвардейской Краснознамённой танковой бригады, командир танкового батальона майор Пётр Орехов, участвуя в наступательных боях на Бердичевском направлении, проявил исключительное мастерство в управлении танковым батальоном. Его подразделение первым ворвалось в село Гнилец Житомирской области и во взаимодействии с другими частями освободило его. Продолжая наступление, батальон встретил упорное сопротивление у местечка Андрушёвка. Но батальон преодолел его и первым ворвался в этот населённый пункт, не дав немцам подорвать мост через реку Гуйву. Сапёры разминировали мост, и батальон под командованием Петра Орехова двинулся дальше.
Из наградного листа:

Батальон тов. Орехова первым ворвался в город Бердичев и, будучи отрезанным от своих частей, трое суток продолжал вести борьбу с превосходящими силами пехоты и танков противника. За период боёв с 24 по 31 декабря 1943 года батальон уничтожил: танков — 16, самоходных орудий — 3, орудий — 41, автомашин — 110, бронетранспортёров — 1 и до 400 солдат и офицеров противника.
Орехов в этих боях действовал исключительно дерзко, проявлял бесстрашие и стойкость. Он со своим батальоном, незаметно пристроившись к колонне отступающих вражеских войск, вошёл в Бердичев. Завязался бой в окружении пехоты и танков противника. Положение сложилось тяжёлое. Комбат Орехов вызвал огонь на себя. Гвардейцы, воодушевленные стойкостью и бесстрашием своего командира-коммуниста П. И. Орехова, выстояли.

Указом Президиума Верховного Совета СССР «О присвоении звания Героя Советского Союза генералам, офицерскому, сержантскому и рядовому составу Красной Армии» от 10 января 1944 года за «образцовое выполнение боевых заданий командования на фронте борьбы с немецко-фашистскими захватчиками и проявленные при этом отвагу и геройство» был удостоен звания  Героя Советского Союза с вручением ордена Ленина и медали «Золотая Звезда» (№ 4084).

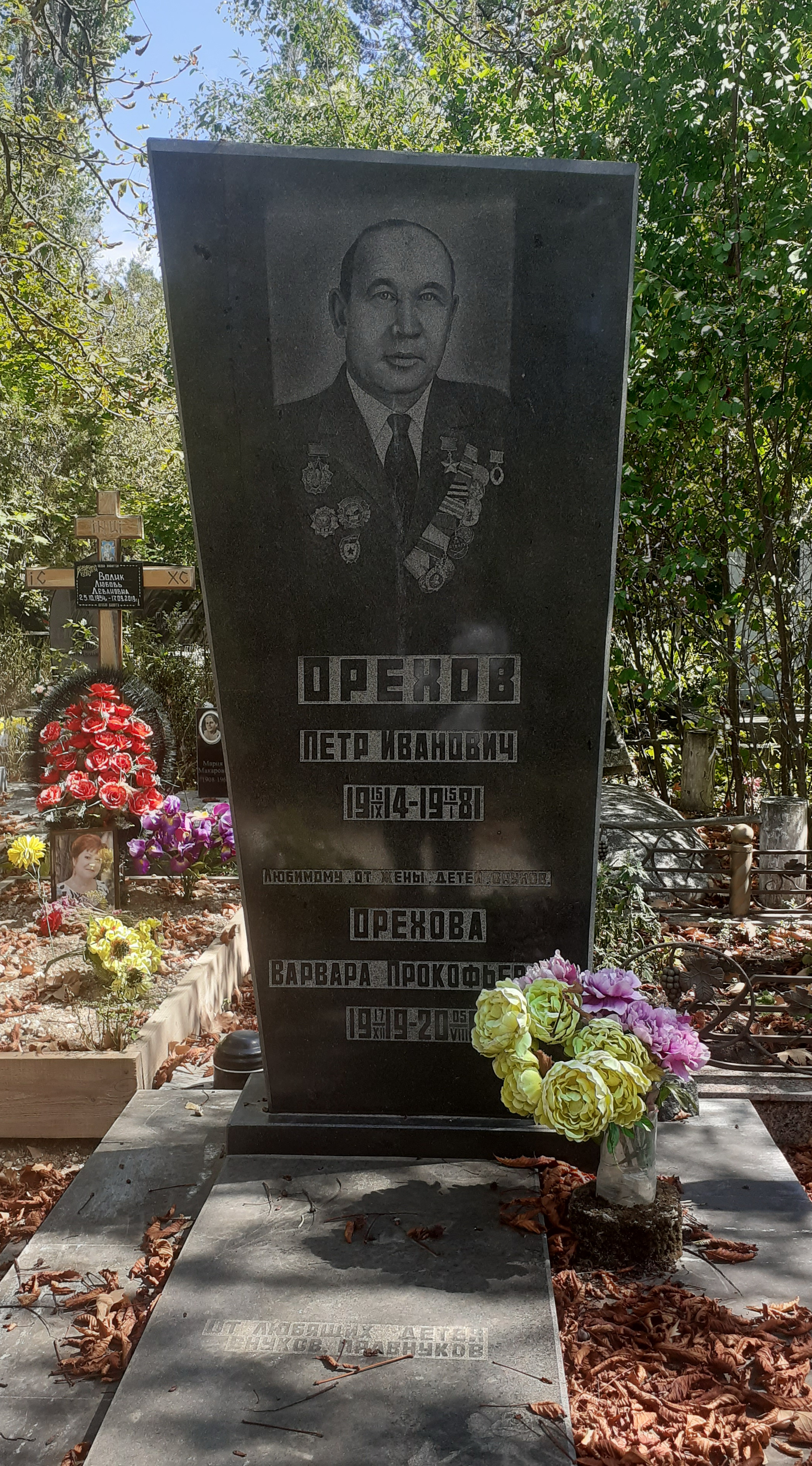
Могила П. И. Орехова на кладбище «Абдал-1» в Симферополе.

После войны жил в Симферополе. Умер в 1981 году. Похоронен на кладбище «Абдал», квартал № 14.

## Награды и звания
- Герой Советского Союза (10.01.1944);
- орден Ленина (10.01.1944);
- орден Александра Невского (19.07.1943);
- орден «Знак Почёта» (1958);
- медали.